# Michel de Bennetot
Michel Marie Cotton de Bennetot, né le 5 septembre 1927 à Bordeaux et mort le 3 février 2011 à Biarritz (Pyrénées-Atlantiques), est un ingénieur de l’École navale, docteur ès sciences physiques et homme politique français.

## Biographie
Après ses études au lycée Pasteur à Neuilly-sur-Seine, au lycée Saint-Louis et à la faculté des sciences de Paris, il devient officier de marine (1946-1952), et successivement ingénieur à la Compagnie générale de la télégraphie sans fil (CSF) (1952-1957), chargé de travaux relatifs à la production en France d’uranium enrichi (1955-1957), et fondateur et président-directeur général (1958-1993) de la société Le Matériel Magnétique à Paris, décentralisée à Brest (1963).

## Mandats nationaux
Il est élu député du Finistère (deuxième circonscription du Finistère à Brest) (4e législature et 5e législature de 1968 à 1978, inscrit à l’Assemblée nationale au groupe du Union pour la défense de la République, et vice-président de la commission de la défense nationale et des forces armées (1969-1978).

## Mandats locaux
Il est conseiller général du canton de Brest 3 (1970-1988), et conseiller régional de Bretagne (1974-1978 et 1979-1985).

## Œuvres et travaux
Diverses publications sur l'électronique et le magnétisme ; travaux sur le déchiffrement de l'écriture ibérique levantine et recherches sur les langues anciennes de l'Espagne et du Portugal avant l'occupation romaine.

## Distinctions
- Chevalier de l'ordre national du Mérite.
- Chevalier de l'ordre des Palmes académiques.
- Prix Ferrié (1961),
- Médaille d’or du Salon international des inventions de Genève (1978)